# Koszorány
Koszorány (1899-ig Koczuricz, szlovákul: Kocurice) Pöstyén városrésze Szlovákiában, a Nagyszombati kerület Pöstyéni járásában.

## Fekvése
Pöstyén központjától 4 km-re nyugatra, 159 m magasságban, a Dudvág bal partján fekszik.

## Története
1113-ban "Kozuran" néven említik először.
Vályi András így ír a településről: "Tót falu Nyitra Várm. földes Urai több Uraságok, lakosai katolikusok, fekszik Viszelének szomszédságában, mellynek filiája, földgyének egy része soványos, mellyet Oleszka, és Dudvag vizei néha el öntenek, legelője szoross, piatzozása közel Újhelyben."  Archiválva 2007. szeptember 27-i dátummal a Wayback Machine-ben
Fényes Elek szerint "Koczuricz, Nyitra m. tót falu, Pöstyénhez 3/4 órányira; 81 kath., 6 zsidó lak. Termékeny föld és rét; vizimalom. F. u. többen. Ut. post. Galgócz."  Archiválva 2007. szeptember 27-i dátummal a Wayback Machine-ben
Nyitra vármegye monográfiája szerint "Koczuricz, kis tót község, Pöstyéntől délnyugatra, a Dudvág balpartján, 140 r. kath. vallásu lakossal. Postája Rakovicz, táviró- és vasúti állomása Pöstyén. Már a XII. századból van említés e községről „Kosurán” név alatt. Földesurai az Ocskayak voltak. Jelenleg ugyane családnak és báró Springernek van itt nagyobb birtoka."
1910-ben 206, túlnyomórészt szlovák lakosa volt. 1920 előtt Nyitra vármegye Pöstyéni járásához tartozott.

## Nevezetességei
- Krisztus Király tiszteletére szentelt római katolikus temploma 1997-ben épült.
- Szentháromság kápolnája 1958-ban épült.

## Külső hivatkozások
- Koszorány Szlovákia térképén